# Miles from Home
Miles from Home (dt. Verweistitel: Der letzte Outlaw) ist ein US-amerikanisches Filmdrama von Gary Sinise aus dem Jahr 1988.

## Handlung
Am Filmanfang werden schwarz-weiße Bilder von einem Besuch von Nikita Sergejewitsch Chruschtschow in den Vereinigten Staaten gezeigt. Der Politiker besichtigt eine Farm in Iowa. Etwa 30 Jahre später sind die beiden Söhne des Farmbesitzers, Frank und Terry, erwachsen und führen die Farm.
Die Farm befindet sich in wirtschaftlichen Schwierigkeiten. Die Brüder verkaufen vor dem Haus ihren mobilen Besitz aus; dabei lernen sie die Mädchen Sally und Jennifer kennen, mit denen sie flirten. Sally tut Terry leid, als sie merkt, dass sie vor sich nicht einen der Käufer hat, sondern den Farmbesitzer, der zum Ausverkauf gezwungen ist. Da die Zahlungen der Raten des Hypothekenkredits ausbleiben, kündigt die Bank den Kredit. Sie will die Farm an einen Interessenten verkaufen. Die Brüder jedoch verbrennen die Farm als Protest, da sich ebenfalls viele andere Farmer der Gegend in finanziellen Schwierigkeiten befinden. Danach fliehen sie und werden zu Outlaws. Von der Polizei verfolgt, werden sie von den Menschen in der Gegend jedoch auf Grund zahlreicher Berichte in den Medien gefeiert. Am Ende stellt sich einer der Brüder der Polizei, nachdem er eine Freundin findet, bei der er leben möchte. Der andere Bruder versucht, nach Kanada zu flüchten und dort auf der Farm eines Bekannten einen Job zu finden.

## Kritiken
Roger Ebert lobte in der Chicago Sun-Times vom 16. September 1988 die Darstellungen von Kevin Anderson und Penelope Ann Miller. Die „glaubwürdige, warme Chemie“ zwischen Anderson und Miller stimme. Einige Bilder würden an den Film In der Glut des Südens erinnern, die Handlung erinnere an die Filme Bonnie und Clyde und Badlands – Zerschossene Träume.

## Auszeichnungen
Gary Sinise wurde im Jahr 1988 für die Goldene Palme nominiert.
Die Deutsche Film- und Medienbewertung FBW in Wiesbaden verlieh dem Film das Prädikat wertvoll.

## Hintergrund
Zahlreiche Darsteller waren Mitglieder der von Gary Sinise mitgegründeten Chicagoer Steppenwolf Theatre Company.
Der Film wurde in Iowa gedreht. Er spielte in den Kinos der USA knapp 189 Tsd. US-Dollar ein.

### Filmmusik
Bei der Aufführung während der Filmfestspiele in Cannes wurde der Film von europäischen Kritikern als zu amerikanisch attackiert. Dies führte letztendlich dazu, dass der Film nachträglich noch einmal umgeschnitten werden musste – auch der Komponist Robert Folk geriet in die Kritik und musste seine Filmmusik nochmals überarbeiten, da die Produzenten und Verleiher nun plötzlich eine wesentlich zurückhaltendere, weniger breite Musik in kleiner Besetzung forderten.
Robert Folk hat daraufhin einige Stücke seiner Filmmusik umorchestriert, darüber hinaus musste etwa ein Drittel der Partitur nochmals an den neuen Filmschnitt angepasst werden – mit der neuen Version zeigt sich der Komponist allerdings nicht mehr zufrieden. In einem Interview erklärte er: „Die jetzige Version ist leider weit von der ursprünglichen Musikdramaturgie entfernt, wie sie dem Regisseur und mir eigentlich vorgeschwebt hatte. Die ursprüngliche Version war einfach phantastisch. Gary Sinise wollte mit der Musik eine sehr mutige, sehr epische Aussage machen. Auch bei der Vorführung in Cannes war der Film ein großer Publikumserfolg, es gab Standing Ovations, einige Zuschauer weinten. Die emotionale Wirkung der Musik war einfach überwältigend.“